# كاسالمورو
كاسالمورو (مانتوفانو العليا: كاسالمورو) هي بلدية (بلدية) تقع في مقاطعة مانتوفا في منطقة لومبارديا الإيطالية, تقع على بعد حوالي 100 كيلومترات (62 ميل) شرق ميلانو وحوالي 35 كيلومتر (62 ميلاً) شمال غرب مانتوفا, أعتباراً من 1 يناير 2007, حيث بلغ عدد سكانها 2154 نسمة وتبلغ مساحتها 13.9 كيلومتر مربع(5.4 ميل مربع).
تحد كاسالمورو البلديات التالية: أكوافريدا ، أسولا ، كاستل جوفريدو ، ريميديلو .

## روابط خارجية
- www.comune.casalmoro.mn.it/